# تولگا، کوئینزلند
تولگا (به انگلیسی: Tolga) یک شهرک در استرالیا است که در کوئینزلند واقع شده‌است.